# Вулиця Олександра Полякова
Ву́лиця Олекса́ндра Поляко́ва — вулиця в Печерському району міста Києва, місцевість Саперне поле. Пролягає від вулиці Іоанна Павла II до тупика.

## Історія
Вулиця виникла у 1-й половині XX століття під назвою Тверський провулок. Назву Олександра Полякова вулиця набула 1961 року, на честь Олександра Полякова (1885—1961) — більшовика, першого голови Деміївського ревкому м. Києва, учасника боротьби за встановлення радянської влади в Україні.
У довіднику «Вулиці Києва» 1995 року наведена у переліку зниклих наприкінці 1980-х — на початку 1990-х років у зв'язку з переплануванням місцевості, однак офіційно ліквідована не була. У 2010-х роках її знову включено до містобудівного кадастру й офіційного довідника «Вулиці міста Києва» 2015 року.
Станом на 2015 рік забудова вулиці відсутня: на початку 2010-х років ліквідовану промислову забудову на парній стороні вулиці, а в 2012 році в рішенні Київради згадується земельна ділянка, вільна від забудови, з поштовою адресою вулиця Олександра Полякова, 7. Нині вулиця являє собою асфальтовану дорогу між двома будівельними майданчиками, на яких протягом кількох років роботи не ведуться.